# Paul Bocklet
Paul Bocklet (* 21. August 1928 in Salz, Unterfranken; † 3. Juni 2009 in Würzburg) war ein römisch-katholischer Prälat. Er wurde als „Seelsorger der Politik“ bezeichnet.

## Leben
Der Bauernsohn Paul Bocklet besuchte ab 1939 das Kilianeum, später das Alte Gymnasium in Würzburg (heute Wirsberg-Gymnasium). Nach Einsatz als Luftwaffenhelfer und Arbeits- und Militärdienst geriet er in amerikanische Kriegsgefangenschaft. 1947 konnte er sein Abitur erlangen. An der Julius-Maximilians-Universität Würzburg studierte er Katholische Theologie und Philosophie. 1952 empfing er die Priesterweihe durch Julius Döpfner. 1968 wurde er zum Landvolkseelsorger für ganz Bayern ernannt. 1969 wurde Bocklet als jüngster Domkapitular in Bayern in das Würzburger Domkapitel berufen. 1977 wurde er zum päpstlichen Ehrenprälaten ernannt.
Er war von 1977 bis 2000 Leiter des Kommissariats der deutschen Bischöfe in Bonn und noch für kurze Zeit in Berlin und verantwortlich für die Verbindungen der Kirche zu Bundesregierung und Parlament. Ebenfalls war er Leiter der Katholischen Zentralstelle für Entwicklungshilfe, Vorsitzender der Deutschen Kommission Justitia et Pax sowie Co-Vorsitzender der evangelisch-katholischen Gemeinsamen Konferenz Kirche und Entwicklung (GKKE). Zudem war er Vorsitzender des Arbeitskreises gesellschaftlicher Gruppen im Haus der Geschichte der Bundesrepublik Deutschland.
Er engagierte sich seit Gründung 2001 bis zu seinem Tode 2009 als Vorsitzender des Beirates der KNA-Promedia-Stiftung, einer Förderinitiative für junge katholische Journalisten. Zusammen mit dem damaligen Direktor des Neusser Zeitungsverlags, Alfons Kranz, und dem damaligen Geschäftsführer der Katholische Nachrichten-Agentur (KNA), Richard W. Orth, war er 2001 Initiator der KNA-Promedia-Stiftung, einer Förderinitiative für junge katholische Journalisten.
Bocklet lebte ab 2000 in Fahr am Main und half dort in der Seelsorge mit. Seit Ende April 2009 lebte er im Seniorenheim des Würzburger Juliusspitals. Nach seinem Tod wurde er in seiner Heimatgemeinde Salz im Landkreis Rhön-Grabfeld beigesetzt.

## Wirken
Für sein Wirken als Vertreter der Bischöfe im politischen Bonn wurde er mehrfach ausgezeichnet. Bundeskanzlerin Angela Merkel würdigte das Lebenswerk von Paul Bocklet in einem Kondolenzschreiben und sagte, er habe „nachhaltig zum guten Verhältnis zwischen Kirche und Politik beigetragen“, Altbundeskanzler Helmut Kohl sprach von einem „unvergesslichen Mann“. Altkanzler Gerhard Schröder bezeichnete ihn zu seinem 75. Geburtstag 2003 als „Priester und Seelsorger, geistlichen Begleiter und klugen Vermittler zwischen Kirche und Politik“.

## Sonstiges
Bocklet war seit Studientagen Mitglied der katholischen Studentenverbindung K.St.V. Normannia Würzburg im  Kartellverband katholischer deutscher Studentenvereine.
In seiner Bonner Zeit wirkte er regelmäßig als Gast-Priester in der Pfarrgemeinde St. Sebastian im Bonner Stadtteil Poppelsdorf. Dabei zelebrierte Bocklet gerne in den alten Messgewändern des Kurfürsten Clemens August, die ihm, da klein von Statur, quasi wie auf den Leib geschnitten waren.

## Ehrungen und Auszeichnungen
- Verdienstkreuz 1. Klasse des Verdienstordens der Bundesrepublik Deutschland (1984)
- Bayerischer Verdienstorden (1987)
- Großes Verdienstkreuz des Verdienstordens der Bundesrepublik Deutschland (1994)
- Thomas-Morus-Medaille (1994)
- Handwerkszeichen in Gold (1998)
- Ernennung zum Ehrendomherren des Würzburger Doms (2000)
- Verdienstplakette der Salesianer Don Boscos (1998)
- Liborius-Wagner-Plakette der Diözese Würzburg (1998).
- Ernennung zum Apostolischen Protonotar durch Papst Johannes Paul II. (2000)
- Ehrenbürgerwürde der Heimatgemeinde Salz
- Prälat-Paul-Bocklet-Platz in Salz (2003)

## Schriften
- Unser Einsatz für die Grundwerte. Verband alter KVer 1987, ISBN 3927545570.
- Zu viele Fremde im Land?. Patmos 1990, ISBN 3491777968.
- Josef Heringer, Martin Held u. Paul Bocklet: Umwelt – Mitwelt – Schöpfung: Kirchen und Naturschutz. Bayerische Akademie für Naturschutz und Landschaftspflege 1991, ISBN 3924374643.